# Castelnuovo di Ceva
Pour les articles homonymes, voir Castelnuovo et Ceva (homonymie).
Castelnuovo di Ceva (en français Castelnau) est une commune italienne de la province de Coni, dans la région Piémont.

## Administration
| Période                                  | Période | Identité | Étiquette | Qualité |
| ---------------------------------------- | ------- | -------- | --------- | ------- |
|                                          |         |          |           |         |
| Les données manquantes sont à compléter. |         |          |           |         |

### Communes limitrophes
Montezemolo, Murialdo, Priero, Roccavignale